# いわき小名浜みなとオアシス

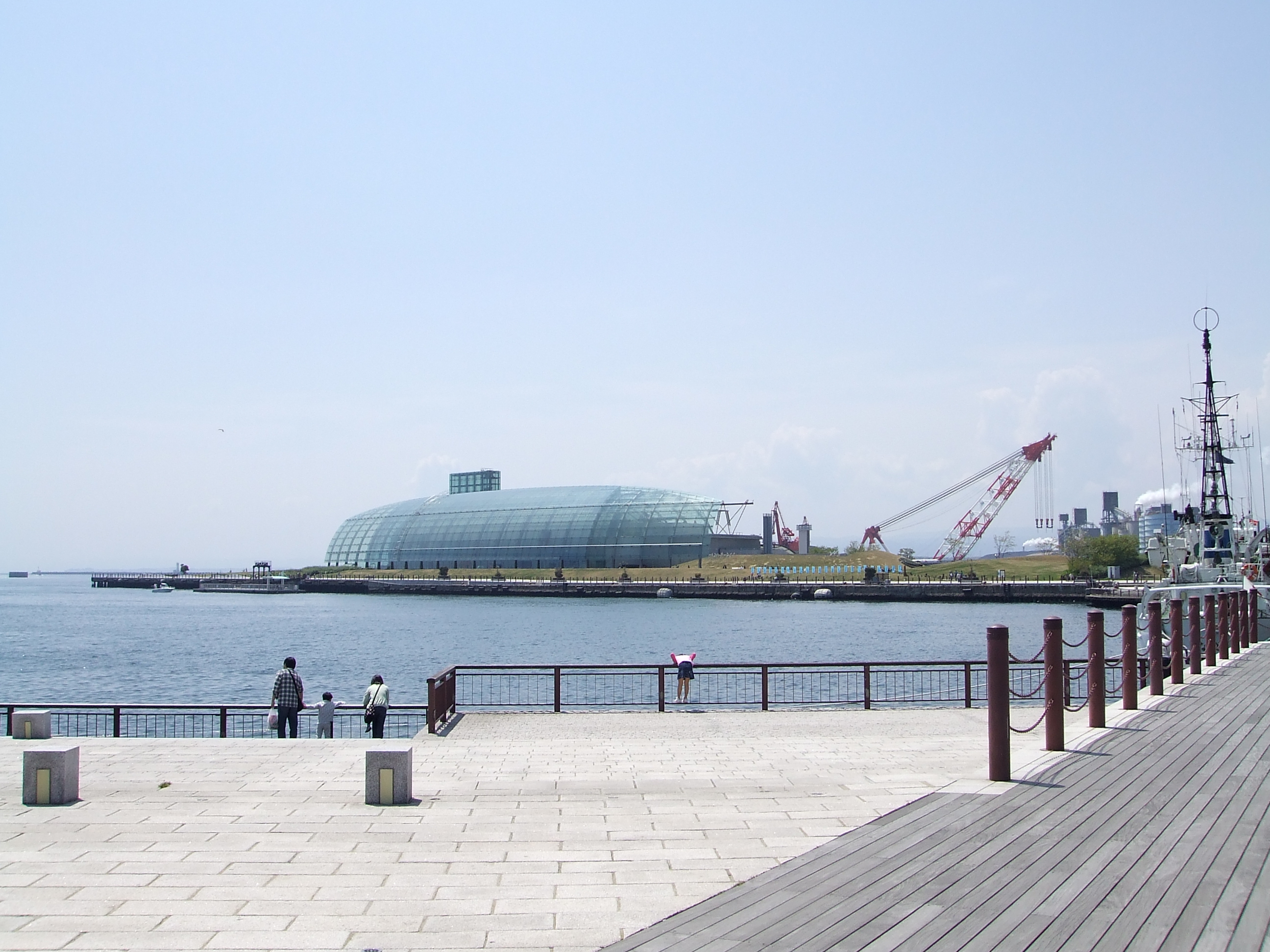
アクアマリンパーク

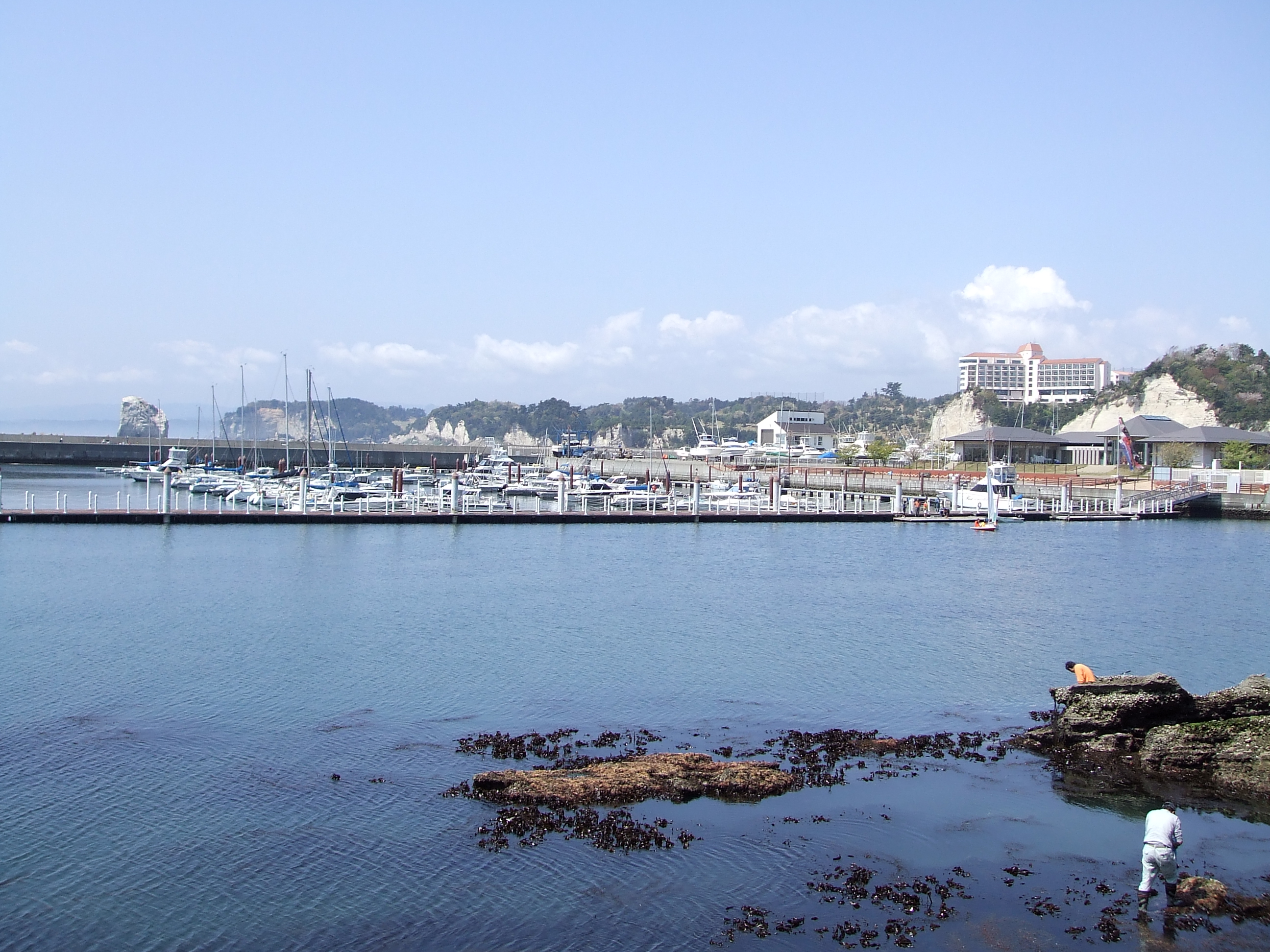
いわきサンマリーナ

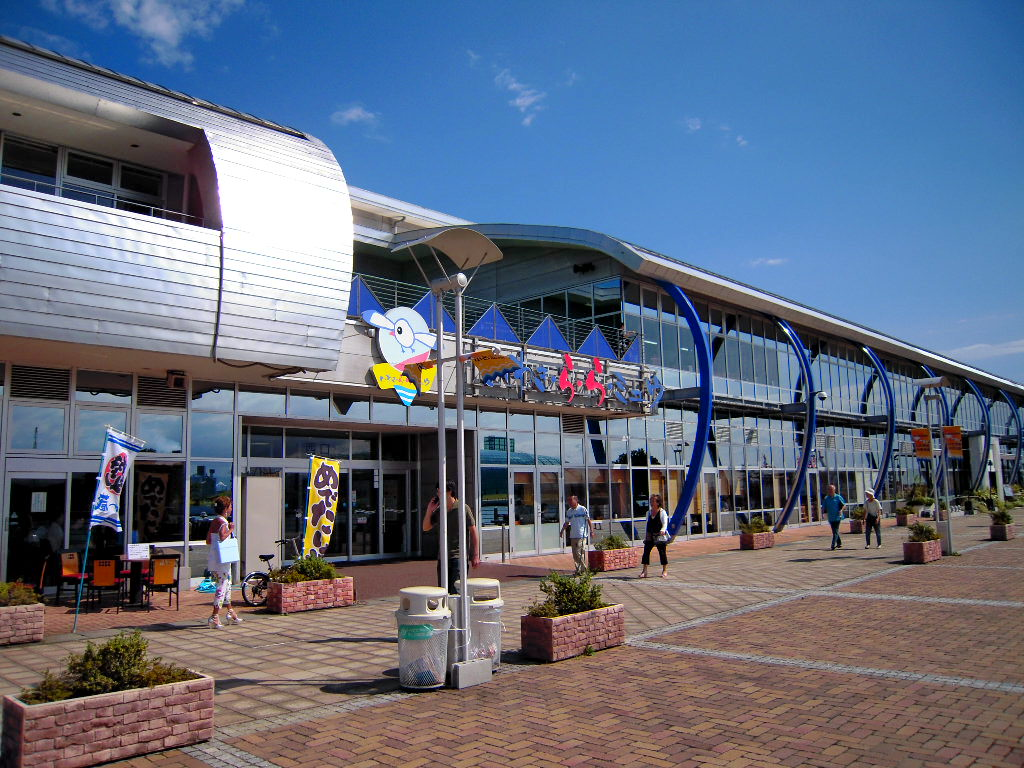
いわき・ら・ら・ミュウ

いわき小名浜みなとオアシス（いわきおなはまみなとオアシス）は、福島県いわき市小名浜の小名浜港にあるみなとオアシスで、1・2号埠頭地区（アクアマリンパーク）と剣浜地区（いわきサンマリーナ）が認定されている。海の駅に登録されている。

## 概要
アクアマリンパークには、いわき市観光物産センターいわき・ら・ら・ミュウや環境水族館アクアマリンふくしまなどがあり、年間観光客数が約250万人と福島県内一の観光地となっている。
又、いわきサンマリーナではヨットやモーターボートの停泊所としてだけではなく、海上を渡れる遊歩道・釣り専用の埠頭・潮干狩りや磯遊び・シャワー室のある海水浴場などもあり、海浜公園等の施設を持つ海洋性レクリエーション基地として整備がされている。

## アクセス
- E6 常磐道 いわき湯本ICより約15分。
- JR東日本常磐線・泉駅より路線バスに乗車（小名浜・江名・行き）、支所入口（または小名浜案内所）下車徒歩約7分。イオンモール小名浜停留所下車すぐ。

## 沿革
- 1994年 いわきサンマリーナがオープン。
- 1997年 いわき市観光物産センターいわき・ら・ら・ミュウがオープン。
- 2000年 ふくしま海洋科学館アクアマリンふくしまがオープン。
- 2000年 アクアマリンパークが完成。
- 2005年 いわきサンマリーナとアクアマリンパークがいわき小名浜みなとオアシスとしてみなとオアシスに登録され海の駅に認定される。
- 2025年 いわき・ら・らミュウが道の駅として登録される、

## 主な施設
アクアマリンパーク
- アクアマリンふくしま（水族館）
- いわき・ら・ら・ミュウ（観光物産センター）
- 小名浜デイクルーズ（遊覧船）
- みなと公園
- シーフロントプロムナード（遊歩道）

いわきサンマリーナ
- クラブハウス
- 停泊所
- 海水浴場
- 海釣り桟橋
- 遊歩道